# Vientos de guerra
Vientos de guerra es el tercer trabajo de la banda madrileña de Heavy metal Saratoga, publicado en 1999. Se trata del primer álbum de la formación más prolífica de la banda. Continúa aproximadamente con el sonido de su antecesor Mi ciudad, aunque las voces de Leo Jiménez y la batería de Dani Pérez, le dan más frescura. También citar que este disco, junto al futuro directo, Tiempos de directo cierran una etapa de Saratoga, ya que con Agotarás, el sonido se hace mucho más pesado.

## Canciones
1. La Iguana. - 1:25
2. Vientos de Guerra. - 3:47
3. Más de Mil Años. - 4:24
4. Solo un Motivo. - 5:11
5. Aprendiendo a ser Yunque (Para Llegar a ser Martillo). - 5:14
6. Heavy Metal. - 3:25
7. Charlie Se Fue. (en dedicatoria a Charlie Parker) - 6:07
8. Extraño Silencio. - 4:46
9. Hielo Líquido. - 4:44
10. El Ministro. - 3:24
11. Estrellas Las Del Cielo. - 4:32
12. Manos Unidas. - 4:37
13. A Sangre Y Fuego. - 4:30
14. Si Te Vas. - 4:17
15. Ruge El Motor. - 4:01

## Componentes
- Jero Ramiro - Guitarra
- Niko Del Hierro - Bajo
- Leo Jiménez - Voz
- Dani Pérez - Batería

- Datos: Q6161847